# Perry (álbum)
Perry es el vigésimo segundo álbum de estudio del cantante estadounidense Perry Como. Fue publicado en julio de 1974 a través de RCA Records.

## Grabación y contenido
Las sesiones de grabación de Perry tuvieron lugar en RCA Studio C, en Nueva York. Pete Spargo produjo el álbum y Bob Simpson se desempeñó como ingeniero de audio. Perry contenía diez canciones. Una selección de canciones del álbum fueron versiones de temas musicales de películas. Entre ellos estaba «The Way We Were», que fue grabada por primera vez por Barbra Streisand. Un segundo fue «Beyond Tomorrow (Love Theme from Serpico». También se incluyó «You Are the Sunshine of My Life» de Stevie Wonder y «That's You (Eres Tú)» de Mocedades. 

## Lanzamiento
Perry fue lanzado en julio de 1974 por RCA y se convirtió en el vigésimo segundo álbum de estudio de Perry Como. Se publicó como un LP de vinilo y contenía cinco pistas en cada lado del disco. Comercialmente un fracaso en Estados Unidos, Perry es el segundo álbum de menor venta de Como, por debajo de Just Out of Reach. A nivel internacional, el álbum tuvo una posición más alta. En Reino Unido, Perry debutó en el puesto número 28 en la lista Top Fifty de Record & Radio Mirror (posteriormente adoptada como UK Albums Chart). Para el 1 de diciembre de 1974, Perry ya había vendido 250 000 copias y fue certificado disco de oro.

## Recepción de la crítica
Un escritor no especificado de la revista Cash Box escribió: “Como ha conseguido que cada corte sea un placer de escuchar y merece ser felicitado por su entusiasmo juvenil y su talento”.

## Lista de canciones
| Lado uno |                                    |                                                |          |  |
| N.º      | Título                             | Escritor(es)                                   | Duración |  |
| 1.       | «Temptation»                       | Arthur Freed Nacio Herb Brown                  | 2:30     |  |
| 2.       | «The Hands of Time (Brian's Song)» | Michel Legrand Alan Bergman Marilyn Bergman    | 3:12     |  |
| 3.       | «You Are the Sunshine of My Life»  | Stevie Wonder                                  | 2:45     |  |
| 4.       | «Behind Closed Doors»              | Kenny O'Dell                                   | 2:48     |  |
| 5.       | «I Don't Know What He Told You»    | Tony Renis Mogol Alberto Testa Robert I. Allen | 2:42     |  |

| Lado dos |                                            |                                               |          |  |
| N.º      | Título                                     | Escritor(es)                                  | Duración |  |
| 1.       | «That's You (Eres Tú)»                     | Juan Carlos Calderón Jay Livingston Ray Evans | 3:15     |  |
| 2.       | «The Way We Were»                          | Marvin Hamlisch M. Bergman A. Bergman         | 3:10     |  |
| 3.       | «The Most Beautiful Girl»                  | Rory Bourke Billy Sherrill Norro Wilson       | 2:48     |  |
| 4.       | «Beyond Tomorrow (Love Theme from Serpico» | Larry Kusik Mikis Theodorakis                 | 2:43     |  |
| 5.       | «Weave Me the Sunshine»                    | Peter Yarrow                                  | 2:52     |  |

## Posicionamiento
| Gráfica (1974)                            | Pico de posición |
| ----------------------------------------- | ---------------- |
| Estados Unidos (Billboard Top LPs & Tape) | 138              |
| Reino Unido (UK Albums Chart)             | 28               |

## Certificaciones y ventas
| País                                                     | Certificación | Ventas   |
| -------------------------------------------------------- | ------------- | -------- |
| Reino Unido (BPI)                                        | Oro           | 250 000* |
| *cifras de ventas basadas únicamente en la certificación |               |          |